# Moulay Bouazza
Pour les articles homonymes, voir Moulay et Bouazza.
Moulay Bouazza (en arabe : مولاي بوعزة) est une ville du Maroc. Elle est située dans la province de Khénifra.

## Histoire
Le nom du village fait référence au saint soufi Abi Yaaza (أبو يعزي يلنور) ayant vécu au XIIe siècle. Son mausolée a été construit vers la fin du XVIIe siècle.
Le village s'est construit autour du mausolée.